# Pito (giocatore di calcio a 5)
Pito, pseudonimo di Jean Pierre Guisel Costa (Chapecó, 6 novembre 1991), è un giocatore di calcio a 5 brasiliano.
Con la nazionale brasiliana è stato campione del mondo nel 2024 e campione sudamericano nel 2024.

## Carriera
Considerato tra i migliori pivot della sua generazione, Pito inizia nel Concordia per poi passare al Carlos Barbosa con il quale vince i suoi primi trofei. Nel 2016 si trasferisce in Europa, accordandosi con gli spagnoli de ElPozo Murcia. A livello individuale, è stato premiato come miglior giocatore di movimento ai Futsal Awards del 2023.

## Palmarès

### Club

#### Competizioni nazionali
- Campionato brasiliano: 1
Carlos Barbosa: 2015
- Campionato spagnolo: 3
Inter: 2019-20
Barcellona: 2021-22, 2022-23
- Coppa di Spagna: 3
Inter: 2020-21
Barcellona: 2021-22, 2023-24
- Coppa del Re: 3
ElPozo Murcia: 2016-17
Inter: 2020-21
Barcellona: 2022-23
- Supercoppa di Spagna: 4
ElPozo Murcia: 2016
Inter: 2020
Barcellona: 2021, 2022

#### Competizioni internazionali
- UEFA Champions League: 1
Barcellona: 2021-22

### Nazionale
- Coppa America: 1
Paraguay 2024
- Campionato mondiale: 1
Uzbekistan 2024

### Individuale
- Futsal Awards: 1
Miglior giocatore: 2023